# Bonne d’Artois

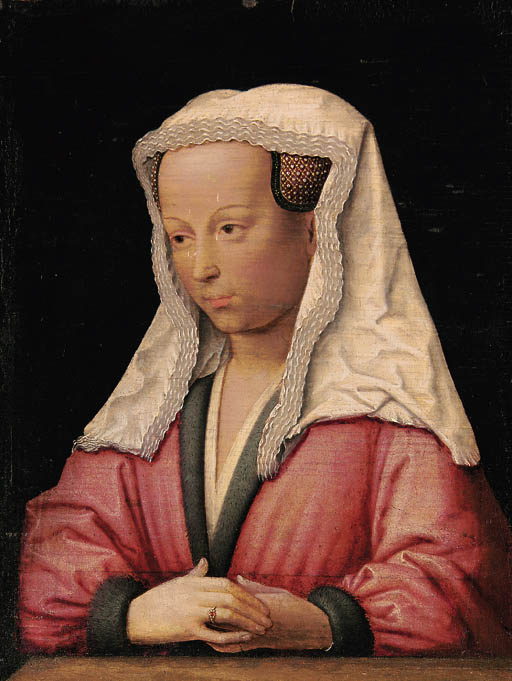
Bonne d’Artois

Bonne d’Artois (* wohl 1396; † 17. September 1425 in Dijon) war die Tochter von Philippe d’Artois, comte d’Eu und Marie de Berry. Sie war Gräfin bzw. Erbin von Nevers, Auxerre, Mâcon, Vermandois, Amiens, Ponthieu, Eu und Boulogne.
Bonne heiratete in erster Ehe am 20. Juni 1413 in Beaumont-en-Artois Philipp II. von Nevers, Graf von Nevers und Rethel, der 1415 in der Schlacht von Azincourt fiel. Aus dieser Ehe hatte sie zwei Kinder:
- Karl I. (1414–1464), nach dem Tod seines Vaters Graf von Nevers und Rethel
- Johann von Clamecy (1415–1491), 1442 Graf von Étampes, nach dem Tod von Karl I. als Johann II. 1464 Graf von Nevers und Rethel, ab 1472 auch Graf von Eu nach dem Tod von Karl von Artois.

Neun Jahre nach dem Tod ihres Ehemanns heiratete sie am 30. November 1424 in Moulins-Engilbert ein zweites Mal, nun Philipp den Guten, Herzog von Burgund und Neffen ihres ersten Ehemanns. Sie starb bereits gut 10 Monate später, die Ehe blieb kinderlos. Bonne wurde in der Chartreuse de Champmol bei Dijon bestattet.
Siehe auch Haus Frankreich-Artois